# Красильников, Владимир Александрович
Владимир Александрович Красильников (14 сентября 1912 года, Симбирск — 17 марта 2000 года, Москва) — физик, лауреат премии имени Л. И. Мандельштама.

## Биография
Родился 14 сентября 1912 года в Симбирске.
В 1935 году окончил физический факультет МГУ, руководитель дипломной работы — один из первых учеников Л. И. Мандельштама, академик М. А. Леонтович.
В 1935—1937 годах — работа в Горьковском университете.
В 1937 году — начинает работу в созданном Институте теоретической геофизики АН СССР.
В годы войны работал в области радиолокационной и артиллерийской техники, надо созданием аппаратуры для акустической локации самолётов.
В 1942 году защитил кандидатскую диссертацию, тема: «Распространение звуковых волн в турбулентной атмосфере».
С 1944 года работал в МГУ.
В 1952 году защитил докторскую диссертацию, тема: «О влиянии пульсаций коэффициента преломления на распространение звуковых и электромагнитных волн» и получил звание доцента.
В 1955 году присвоено звание профессора.
С 1969 по 1980 совмещает работу в МГУ и работу в качестве заведующего отделом ультразвука в Акустическом институте АН СССР.
С 1975 по 1987 годы заведовал кафедрой акустики физического факультета МГУ.
Умер 17 марта 2000 года, став жертвой автомобильной аварии.

### Научная и общественная деятельность
В МГУ читал курсы «Введение в акустику», «Физическая акустика».
С 1962 по 1999 годы — член редколлегии «Вестник Московского университета. Серия Физика, астрономия», а в период 1975—1980 — главный редактор этого журнала.
Член редколлегии Акустического журнала.
Автор более 200 статей, в том числе статьи в таких журналах как Доклады АН СССР, Журнал экспериментальной и теоретической физики, Успехи физических наук, Физика твердого тела, Акустический журнал, Вестник Московского университета, Nature, Journal of the Acoustical Society of America и др.
Его учениками защищено 30 кандидатских диссертаций, а 8 из них в дальнейшем стали докторами наук, профессорами.

### Основные труды
- «Введение в нелинейную акустику. Звуковые и ультразвуковые волны большой интенсивности» (соавт., 1966)
- «Нелинейная акустика твердых тел» (1973)
- «Поверхностные акустические волны» (соавт., 1985)
- «Введение в акустику» (1992)
- Учебное пособие «Введение в физическую акустику» (соавт., 1984).

## Награды
- Премия имени М. В. Ломоносова (1976)
- Государственная премия СССР (1985)
- Заслуженный профессор Московского университета (1993)
- Премия имени Л. И. Мандельштама (2000) — за цикл работ «Волны и турбулентность»